# ایسپیر خاراجانیان
ایسپیر هوهناسی خاراجانیان (ارمنی: Իսպիր Հովհաննեսի Խարաջանյան؛  زادهٔ ۲۵ سپتامبر ۱۹۰۸ - درگذشته ۱۲ مارس ۱۹۹۷) رهبر ارکستر اهل ارمنستان بود.

## زندگی‌نامه
وی در ۲۵ سپتامبر ۱۹۰۸ در خاستور به دنیا آمد . همچنین برندهٔ جوایزی همچون هنرمند شایسته ارمنستان شوروی (۱۹۵۶) شده است. وی در ۱۲ مارس ۱۹۹۷ در سن ۸۸ سالگی در کی‌یف درگذشت.